# Astragalus mongholicus
Astragale de Mongolie
Espèce
Classification phylogénétique
Astragalus mongholicus, l'Astragale de Mongolie, est une espèce de plantes à fleurs de la famille des Fabacées et de la sous-famille des Faboideae. C'est une plante vivace de 25 à 60 cm de hauteur, dont l’aire de répartition naturelle s’étend de la Sibérie à l’Extrême-Orient russe ainsi que dans le Nord et le Nord-Ouest de la Chine. Deux caractères sont notables : elle est couverte de fins poils et possède des fleurs papilionacées (comme les petits pois) jaunes.
Les racines de l’espèce Astragalus mongholicus (ainsi que de l’espèce proche Astragalus membranaceus) sont utilisées dans la pharmacopée chinoise sous le nom de huangqi 黄芪 (anc. graphie 黃耆). Le terme en chinois peut suivant le contexte, désigner la plante ou la partie de la plante utilisée comme matière médicale.
Les prélèvements excessifs des racines pivotantes des astragales sauvages ayant progressivement épuisé la ressource, pour répondre aux besoins de l’industrie de la pharmacopée chinoise, la culture en plein champ de l’astragale de Mongolie a été développée dans les provinces sur la frontière nord de la Chine.  
En médecine traditionnelle chinoise (MTC), le huangqi est souvent utilisé pour traiter les symptômes de « carence en qi » ou d’une déficience splénique. C’est une des matières médicales chinoises les plus couramment utilisée, en général en association avec d’autres plantes médicinales.
Certaines formules célèbres de combinaison de l’astragale avec de nombreuses autres plantes médicinales illustrent les efforts acharnés de la médecine traditionnelle chinoise pour concilier les concepts de base qualitatifs (non mesurables) du qi, du yin et yang, et des cinq éléments avec les analyses actuelles de la pharmacologie basée sur des concepts quantifiables de la biochimie, des médiateurs chimiques et de leurs récepteurs.

## Nomenclature et étymologie
L’espèce a été décrite sous le nom de Astragalus mongholicus par le botaniste allemand de la Baltique, Alexander von Bunge (1803-1890), en 1868, dans Mém. Acad. Imp. Sci. Saint Pétersbourg, Sér. 7, 11(16): 25. En 1826, il explore la Sibérie et les monts Altaï, il fait deux explorations en Chine en 1830 et 1832,  pour étudier la flore de la steppe du Gobi et de la partie orientale de l'Altaï.
Le nom de genre Astragalus (donné par Linné) est emprunté au grec ancien ἀστράγαλος / astrágalos et signifie « vertèbre, osselet » (Bailly), « une vertèbre » (du cou) LSJ.
L’épithète spécifique mongholicus est un adjectif latinisé faisant référence à la Mongolie, avec le suffixe  -icus, souvent utilisé en taxonomie pour indiquer une origine géographique.

## Synonymes
Selon POWO, le nom accepté de Astragalus mongholicus Bunge possède les 17 synonymes suivants :

### Synonymes homotypiques
- Astragalus membranaceus var. mongholicus (Bunge) P.K.Hsiao in Acta Pharm. Sin. 11: 117 (1964)
- Astragalus penduliflorus var. mongholicus (Bunge) X.Y.Zhu in Nordic J. Bot. 23: 288 (2005)
- Phaca macrostachys Turcz. in Bull. Soc. Imp. Naturalistes Moscou 14: 66 (1840)
- Tragacantha mongholica (Bunge) Kuntze in Revis. Gen. Pl. 2: 946 (1891)

### Synonymes hétérotypiques
- Astragalus borealimongolicus Y.Z.Zhao (2006)
- Astragalus membranaceus Fisch. ex Bunge (1868), nom. cons.
- Astragalus membranaceus var. mandshuricus Nakai (1918), not validly publ.
- Astragalus membranaceus f. propinquus (Schischk.) (1979)
- Astragalus mongholicus var. dahuricus (Fisch. ex DC.) Podlech (1999)
- Astragalus penduliflorus var. dahuricus (Fisch. ex DC.) X.Y.Zhu (2005)
- Astragalus propinquus Schischk. (1933)
- Astragalus propinquus var. glaber Vydrina (1992), no type.
- Astragalus purdomii N.D.Simpson (1915)
- Phaca abbreviata Ledeb. (1831)
- Phaca alpina var. dahurica Fisch. ex DC. (1825)
- Phaca membranacea Fisch. ex Link (1822), nom. nud.
- Tragacantha membranacea (Fisch. ex Bunge) Kuntze (1891)

## Description
Astragalus mongholicus est une plante herbacée, vivace, géophyte, couverte de poils de 1-1,5(-2) mm, de 25 à 60 cm de hauteur, avec une tige dressée ou légèrement ascendante, souvent ramifiée. La racine principale est une racine pivotante, épaisse et ligneuse, plongeant en profondeur dans le sol. L’appareil végétatif en surface disparaissant durant l’hiver, la racine sert de réserve à la plante, ce qui lui permet de survivre durant la période froide et de repartir à la saison chaude suivante. C’est une plante géophyte, vivace (voir les milliers de photos de cette espèce sur iPant.cn, de l’Académie chinoise des sciences).
Les feuilles sont composées imparipennées, de 6 à 15 cm de longueur, presque sessiles. Les stipules sont étroitement triangulaires, inférieures à 8–10 mm. Le rachis couvert de poils, porte de 8 à 12 paires de folioles, étroitement ovales à elliptiques, de 5–22 mm de longueur sur 3–11 mm de largeur.
L’inflorescence est un racème axillaire, à fleurs de 4–5 cm, à pédoncule de 7–13 cm de longueur, à poils clairsemés blancs.
Les fleurs sont de type fleur papilionacée du petit pois, caractérisée par une corolle formée d'un grand pétale supérieur, appelé « étendard », de 2 pétales latéraux ou « ailes », et de 2 petits pétales ou « carène ». La fleur possède un calice campanulé-tubulaire, de 5–9 mm, et cinq pétales jaunes (ou jaunes et blancs), rarement lilas; l’étendard est largement elliptique. Il y a 10 étamines (9+1).
Le fruit est une gousse, obliquement ellipsoïde, de 13–20 mm de longueur sur 7–9 mm de largeur, avec une face dorsale fortement incurvée, à apex brièvement acuminé. Une gousse contient de 3 à 8 graines.
La  floraison a lieu en juillet.
Flora of China a répertorié 472 espèces d’Astragalus en Chine. La site plantplus.cn comporte une collection d’environ 2000 photos de qualité d’Astragalus membranaceus var mongholicus, accessibles facilement en ligne.

## Distribution et habitat
Selon POWO, l'aire de répartition naturelle de cette espèce s'étend de la Sibérie jusqu'à l'Extrême-Orient russe et l'ouest et le nord de la Chine. Elle se rencontre dans la fédération de Russie (dans l’Altaï, la Bouriatie, Irkoutsk, Sakhaline, Touva, Sibérie occ.), en Chine (Gansu, Hebei, Heilongjiang, Jilin, Mongolie intérieure, Shaanxi, Shandong, Shanxi, Sichuan, Xinjiang, Tibet), Kazakhstan, Mongolie.
C'est une plante vivace qui pousse principalement dans le biome tempéré : les steppes, les prairies, les forêts de conifères et les zones montagneuses, sur les versants ensoleillés, entre 800 et 2 000 mètres d’altitude.
L’astragale de Mongolie est cultivée dans les provinces du Shanxi, du Gansu, du Heilongjiang et de la Mongolie intérieure, pour produire des racines d'astragale vendues aux laboratoires de la pharmacopée traditionnelle chinoise.

## Culture et récolte
Pour la récolte des huangqi 黃耆 sauvages, les paysans partaient dans la montagne avec une hotte sur le dos et une pioche sur l’épaule. Ils recherchaient les pieds d’astragales  anciens, car leurs puissantes racines pivotantes sont réputées riches en substances bioactives. Pour les extraire, il faut piocher en profondeur dans la pierraille, en prenant soin de ne pas abimer les racines. L'astragale a une racine pivotante cylindrique, parfois ramifiée, de 30 à 90 cm (voire plus) de longueur et de 1 à 3,5 cm de diamètre, avec une extrémité supérieure épaisse. 

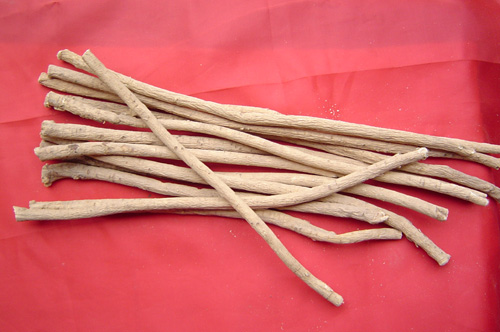
Racines de Astragalus mongholicus utilisée dans la pharmacopée chinoise.

Ces dernières années, en raison d’un prélèvement excessif dans la nature, les ressources sauvages d’astragale se sont progressivement épuisées et ne peuvent plus répondre aux besoins de l’industrie de la pharmacopée chinoise.
L’astragale de Mongolie se cultive facilement en plein champ (comme le petit pois en Europe). Elle est principalement cultivée dans les provinces du Nord de la Chine: le Xinjiang, le Shanxi, le Gansu, le Heilongjiang et la Mongolie intérieure où elle a connu un début de mécanisation.
L’astragale est une plante typique à racine pivotante à laquelle convient une culture en sols limoneux profonds, fertiles, meubles et bien drainés, entre 1 400 et 1 800 mètres d’altitude.
Le but de la culture étant la production de racines, les agriculteurs procèdent à des écimages et ébourgeonnage, afin de contrôler la vigueur des plantes et de renforcer les racines au détriment du feuillage.
Après les semis, la plante passe par une période de croissance, puis de flétrissement et d'hivernage, suivie de la période de reverdissement, de floraison, et de fructification et de maturation, ce qui prend plus de deux années.
Pour avoir des racines riches en substances actives, il faut attendre 2-3 ans, pour procéder à l’arrachage des racines après les gels d’automne.
Pour la récolte, effectuée après les gels d’automne, la plante entière est déterrée, les restes de feuillage flétris sont coupés, les radicelles sont éliminées, la terre collée aux racines est enlevée. Les racines sont ensuite entreposées dans lieu aéré et ensoleillé pour qu’elles sèchent.
Pour que les racines d’astragale atteignent la norme de matières médicales commerciales de haute qualité, les racines doivent être épaisses et longues, avec peu de rides, et avec une section transversale jaune et blanche.

## Analyse chimique
Les composés bioactifs principaux sont répartis en quatre familles: les polysaccharides de l’astragale (APS), les saponines, les flavonoïdes et quelques autres.
L’APS est un polysaccharide hétérogène hydrosoluble ayant des effets bioactifs. En raison de la structure chimique complexe du polysaccharide, la connaissance des composants précis de l’APS est très limitée. On distingue 8 types principaux de liaisons glycosidiques de l’APS mesurées par chromatographie en phase gazeuse et spectrométrie de masse ; citons entre autres, l'hétéropolysaccharide, le dextrane, le polysaccharide neutre et le polysaccharide acide. Des études ont également montré qu'il existait six types de monosaccharides isolés de l'APS, à savoir l'amylaceum, le séminose, l'arabinose, le xylose, l'acide glucuronique et le rhamnose. Au total, il existe 24 types de polysaccharides extraits de la racine d'astragale (Liu et al, 2020).
Les polysaccharides de l’astragale ont été très étudiées ces dernières années, pour leurs propriétés pharmacologiques:
- La régulation immunitaire : les APS possèdent des capacités de modulation du système immunitaire, notamment en améliorant les indices des organes immunitaires et en stimulant la prolifération des cellules immunitaires, comme la stimulation de la prolifération des cellules B et la production de cytokines[9]. Des études de Zhao et al[10], 2019, ont montré qu'après un traitement par APS chez des souris atteintes d'un cancer du poumon transplantable de Lewis, les indices immunitaires de la rate et du thymus dans le groupe APS étaient plus élevés que ceux du groupe recevant une solution saline normale. Cet effet peut améliorer la fonction des organes immunitaires en réduisant l'expression du facteur de croissance de l'endothélium vasculaire et du récepteur du facteur de croissance épidermique, inhibant ainsi la tumeur. Cette amélioration des organes immunitaires aurait un « effet antivieillissement ».
- La régulation de la glycémie :  l'APS réduit les niveaux de glucose dans le sang, augmente la sensibilité à l'insuline, améliore la résistance à l'insuline (IR) et inhibe l'apoptose des cellules bêta des îlots[8].
- Leurs propriétés antivirales et de nombreuses autres propriétés.

## Utilisations
Les racines des deux espèces proches Astragalus mongholicus et Astragalus membranaceus sont utilisées dans la pharmacopée chinoise sous le nom de huangqi 黄芪 (anc. graphie 黃耆). Le terme en chinois comme en français, peut suivant le contexte, désigner la plante ou la partie de la plante utilisée comme matière médicale.

### Médecine traditionnelle chinoise
Avec des récolteurs de racines d’astragale opérant sur un espace immense, en utilisant des dizaines de noms locaux différents, et aussi en étant sur le terrain en présence de 472 espèces botaniques d’Astragalus (poussant en Chine), on est en droit de se demander comment procèdent-ils pour récolter partout la même espèce. Les études scientifiques modernes considèrent que Astragalus mongholicus et A. membranaceus, sont les meilleures espèces médicinales. Mais dans la pratique traditionnelle de la pharmacopée chinoise, la provenance et l’aspect de la partie utile de la plante sont essentiels.
Au cours de la longue et riche histoire des ouvrages de matières chinoises (本草 běncǎo), sans équivalent en Europe, le savoir empirique et les connaissances savantes ont été transmis de manière différentes notamment à travers les récolteurs de plantes médicinales (采药师 caiyaoshi) qui transmettaient leur expérience de maitre à élèves alors que les apothicaires et les médecins recouraient aux ouvrages savants de matières médicales.

#### Histoire
L’astragale est mentionnée dans le premier ouvrage de matière médicale chinoise, le Shennong bencao jing,  « le Classique de la matière médicale du Laboureur Céleste », commencé au début de notre ère et étendu par le naturaliste taoïste Tao Hongjing (452-536). L’astragale (huangqi) est classée parmi les matières médicales à « saveur douce, légèrement chaude, non toxique ».
Tao Hongjing au VIe siècle (cité par Li Shizhen au XVIe), indique que « Le premier choix (de huangqi) provient de Taoyang dans Longxi. Il est de couleur jaune-blanc, de saveur douce et délicieuse. Il est difficile à obtenir de nos jours. Le second meilleurs choix vient de Heishui, Dangchang. Il est de couleur blanche, avec une écorce de texture grossière. Les spécimens frais sont rouges et doux, etc... ». C’est ce savoir, forgé sur le terrain, qui servaient à sélectionner les bonnes plantes et non le savoir botanique.
Avec la publication du Bencao gangmu « La matière médicale classifiée », en 1593, de Li Shizhen (1518-1593), fut atteint le point culminant de seize siècles de matières médicales, le climax de ce qui pouvait être fait avec la méthode traditionnelle de compilation. Ce travail très érudit s’appuie sur toutes les grandes œuvres encyclopédiques et de pharmacognosie passées, mais aussi parfois sur l’expérience de terrain des ramasseurs de plantes et trop rarement sur les propres observations de Li Shizhen. L’accumulation excessive d’informations détaillées, sans base empirique explicite et sans cohérence entre-elles, finit cependant par manque d'analyse critique, par tuer l’information.
Wang Haogu 王好古 (1200-1264), cité par Li Shizhen, indique:
« Le huangqi sert à guérir la déplétion du qi et la transpiration voleuse, ainsi que la transpiration spontanée et les douleurs cutanées. C’est une substance pharmaceutique pour la peau et la section extérieure. Elle sert à guérir les crachements de sang, à adoucir la rate et l’estomac. C’est une substance pharmaceutique pour la région centrale. Elle sert à guérir les maux causés par le froid et de l’absence [de mouvement] dans le vaisseau au pied [section des poignets]. Il complète le qi originel dans le rein dépôt à long terme. C’est une substance pharmaceutique pour l’intérieur. C’est une substance pharmaceutique pour les maladies affectant les sections supérieure, centrale et inférieure, interne et externe du Triple brûleur ».
Le Triple brûleur 三焦 sanjiao assure la circulation du qi originel, il comprend les trois foyers Shangjiao 上焦 (réunissant Cœur et Poumons), Zhongjiao 中焦 (réunissant Rate et Estomac), Xiajiao 下焦 (Reins, Vessie, Intestin grêle et Gros intestin). Les Trois Brûleurs gouvernent la digestion, l’assimilation, le transit et l’excrétion ; les aliments sont véhiculés à travers les Trois brûleurs.
Dans l’ouvrage La Pharmacopée chinoise (中药学 Shanghai 2003), la notice 214 indique que le Huangqi 黄芪 Radix Astragali a pour fonctions de:
1. Revigorer le qi et renforcer le yang
2. Consolider le qi de défense (weiqi 衛氣)
3. Améliorer la diurèse et réduire les œdèmes
4. Traiter l’infection cutanée et régénérer les tissus

Dans la médecine chinoise, l’astragale et le ginseng partagent la propriété de « revigorer le qi ». Le huangqi (l’astragale) s’utilise en combinaison avec le renshen 人参 (le ginseng, Panax ginseng) dans la combinaison Shenqi gao, en cas de déficience du qi-rate et du qi-poumon, avec viscéroptose, fatigue et faiblesse liées aux maladies chroniques.

#### Formule représentative pour tonifier le corpsBuzhongyiqi tang补中益气汤
Composition : 1. Astragalus membranaceus (Huangqi), 2. Panax ginseng (Renshen), 3. Atractylodes macrocephala (en) (Baizhu), 4. Glycyrrhiza uralensis (Zhigancao), 5. Angelica sinensis (Danggui), 6. Citrus reticulata (Chenpi), 7. Cimicifuga foetida (Shengma), 8. Bupleurum chinense (Chaihu), 9. Zingiber officinale (Shengjiang), 10. Ziziphus jujuba (Dazao).
Cette décoction a été donnée la première fois dans le « Traité sur la rate et l’estomac » (Pi-wei Lun 脾胃论)  par un médecin de la dynastie Jin, Li Dongyuan 李东垣  en 1249. Elle était couramment utilisée pour la descente du qi de la rate et les déficiences en qi. 
Des études pharmacologiques modernes ont mis en évidence une variété d’activités biologiques de cette formule, notamment des effets anticancéreux, antivieillissement, d’immunomodulation, et anti-inflammatoires. En utilisant une technique de chromatographie en phase liquide à haute performance, dix composants majeurs ont été déterminés dans la décoction Buzhongyiqi, comme l’astragaloside I et IV, le phtalide de butylène, etc. Il aurait été trouvé que l'astragaloside IV était liée à l'effet « nourrissage du qi » de la décoction Buzhongyiqi. Thomas Efferth et al, donnent un grand nombre de références qui se présentent comme des validations empiriques des effets thérapeutiques du Buzhongyiqi.
Malgré la grande réputation de cette formule et son utilisation depuis presque huit siècles, le problème de la validation des essais cliniques en MTC demeure.
Bien qu’il existe plus de 17 000 essais cliniques randomisés publiés dans la base de données chinoise (Flower et al, 2012), moins de 5% d’entre-elles sont conformes aux normes de recherche internationales acceptables (Wu et al, 2008). Les praticiens de la MTC font facilement le grand écart entre les concepts qualitatifs (non mesurables) de yin yang et de qi et les concepts de biochimie et d'anatomophysiologie. Ils sont en cela fidèles à la longue et riche tradition des pharmacopées (bencao) qui au cours des siècles ont accumulé, par la méthologie de la compilation, sans exclusive et sans analyse critique, des couches d'informations parfois très hétérogènes.

#### Usage en médecine moderne d’un principe actif de l’astragale
En Chine, la phytothérapie est fréquemment associée au traitement du cancer du poumon non à petites cellules par la médecine moderne, pour atténuer les effets secondaires des médicaments. Un schéma thérapeutique à deux médicaments à base de platine constitue actuellement la norme de soins pour les patients atteints d'un cancer du poumon non à petites cellules (CPNPC) avancé. Cependant, les effets secondaires induits par la chimiothérapie restent un problème clinique important.
Guo et al ont conçu un essai randomisé associant un polysaccharide d’astragale PSA (A. mongholicus et A. membranaceus) intégré à la vinorelbine et au cisplatine pour voir si l’ajout de polysaccharide extrait de la racine de l’astragale offrait une qualité de vie améliorée au patients. Les 136 patients atteints d’un CPNPC sélectionnés, ont été randomisés pour recevoir soit du VC (vinorelbine, cisplatine) soit du VC associé à l'APS  (en injection intraveineuse). Après un an de traitement la différence n’était pas significative mais après trois ans (3 cycles), des améliorations significatives ont été constatées, pour le groupe PSA + VC par rapport au groupe VC, dans la qualité de vie globale du patient, la fonction physique, la fatigue, les nausées et vomissements, la douleur et la perte d'appétit. Par contre, la survie médiane était similaire: 10,7 mois pour le bras VC et 10,2 mois pour le bras PSA+VC.

#### Usage préventif ou d’entretien
La racine d’astragale peut être utilisée sous forme de copeaux pour faire des décoctions médicinales mais on la trouve aussi sous forme de poudre, facilement consommable en quantité plus importante.
Pour fabriquer cette poudre, on commence par passer au four à température modérée les fines lamelles de racine pendant une heure puis on met celles-ci dans un moulin broyeur, jusqu’à obtention d’une très fine poudre.
En général, il est recommandé de prendre 10 grammes de poudre d’astragale par jour, en la faisant bouillir dans de l’eau et en la buvant en infusion. Elle est réputée « embellir et nourrir la peau, réguler le qi et le sang, convenir aux constitutions faibles pour renforcer la résistance et avoir un effet anti-âge », selon la terminologie de la MTC.
Une variante recommande 10 g de poudre d’astragale avec 10 g de poudre de goji ; de même faire bouillir dans de l’eau et prendre en infusion. La poudre d’astragale mélangée avec de l’eau peut servir aussi à faire un masque hydratant, à appliquer sur le visage pendant 20 minutes.  
Quand on parle de médecine traditionnelle chinoise pour reconstituer le qi, la première chose à laquelle beaucoup de gens pensent est le ginseng. La différence entre les deux est que le ginseng nourrit grandement la vitalité des cinq organes internes. Le pouvoir du médicament est puissant et il est principalement utilisé dans les cas graves. L'astragale nourrit le qi des poumons et de la rate, a des propriétés médicinales douces, développe les muscles, reconstitue le corps et procure des bienfaits à long terme.

### Compléments alimentaires, aliments fonctionnels
En médecine chinoise, la racine d’astragale est considérée comme un tonique, capable de renforcer la qi et tout naturellement en Chine, comme le huangqi n’est pas toxique (à petite dose), il s’est invité à la table chinoise, comme complément alimentaire ou aliment fonctionnel. Il est consommé
- en infusion

Une tranche de huangqi est mise à infuser dans de l’eau bouillante, pendant 20 minutes, boire comme du thé.
On peut rajouter quelques baies de goji.
- avec la viande rôti

Faire rôtir le canard (ou autre viande) avec des copeaux de huangqi.
- en bouillie (黄芪粥 huángqí zhōu)

Du huangqi est frit et bouilli trois fois, puis du riz est ajouté pour faire une bouillie.